# Ramón Rocha
Ramón Rocha Maqueda, né à Jerez de los Caballeros le 4 septembre 1939 et mort le 14 mai 2024 à Olivence, est un homme politique espagnol.

## Biographie
Membre du Parti socialiste ouvrier espagnol, Ramón Rocha siège à l'Assemblée d'Estrémadure de 1995 à 2003.
Il meurt à Olivence le 14 mai 2024 à l'âge de 84 ans.